# Abael II
Abael II (Abba-El II; r. ca. meados do século XVI a.C. - cronologia média) foi o reino de Halabe (antes Iamade) que reinou após a retirada dos hititas.

## Reinado
Abael é conhecido através de seu selo real utilizado por seu descendente Niquemepa de Alalaque como selo dinástico. Nesse selo, Abael é descrito como "o rei poderoso, servo de Adade, amado de Adade, devoto de Adade", um conjunto de títulos utilizados pelos antigos reis de Iamade.
Segundo o professor Trevor Bryce, Halabe (atual Alepo) foi restaurada pelo pai de Abael, Sarrael, contudo outros historiadores como Michael C. Astour consideram Abael II como o rei que restaurou o reino. Nessa época, Halabe recuperou-se da invasão hitita e expandiu seu território para alguns de seus antigos territórios como Alalaque, Nia e Ama'u.

## Sucessão
O sucessor imediato de Abael foi seu provável filho Ilim-Ilima I, o pai de Idrimi que continuou a dinastia de Iamade em Alalaque após Alepo ser conquistada pelos hurritas do Reino de Mitani em ca. 1 525 a.C..